# بولهايم (شمال الراين-وستفاليا)
بولهايم (بالألمانية: Pulheim) هي مدينة و بلدة ألمانية تقع في ألمانيا في Rhein-Erft-Kreis. يقدر عدد سكانها بـ 53,645 نسمة .

## المدن التوأمة
مدن فارهام ‏، Guidel و كونيغزي هي مدن توأمة لـبولهايم.

## أعلام
- أنجلينا مكاروني
- ويلي ديكر